# Иван Иванович Салтык Травин
Иван Иванович Травин по прозванию Салтык (середине XV века — после 1489 года) — знаменитый русский воевода, служивший во времена правления Ивана III Васильевича. Происходил из первого поколения дворянского рода Травиных, ветви Рюриковичей, потомков удельных князей Фоминских. Старший сын состоявшего на московской службе сына боярского Ивана Семёновича Травина. Имел брата Шарапа Ивановича и двоюродного брата Тимофея Григорьевича Травина по прозванию Скряба, родоначальника рода Скрябиных.
Известен успешным походом на Вогульское княжество и Югру, совершенным совместно с князем Ф. С. Курбским-Черным, в 1483 году, который некоторые исследователи считают первым случаем государственной попытки присоединения территорий Западной Сибири в состав Русского царства.

## Происхождение
Прадед воеводы, боярин Иван Собака, сын князя Фёдора Константиновича Фоминского (Красного), был боярином при двух московских князьях — Дмитрии Донском и Василии I. Он прославился строительством белокаменного Кремля в Москве в 1367 году. В духовной грамоте великого князя Дмитрия Ивановича Донского 1389 года упомянут как князь Фоминский, который потеряли его потомки в виду присоединения удельного княжества Фоминского к Московскому.
Дед, Семён Иванович Трава, тоже имел боярский чин. Однако его сыновья, в том числе и отец Ивана Ивановича, уже числились в «детях боярских», были «государевыми служилыми», профессиональными военными.
Тем не менее Иван Иванович сохранил существенную часть родовых вотчинных владений, имел своих «служилых людей», «прикащиков», «страдных людей», был связан с верхушкой московского боярства (например, с боярином Морозовым Василием Борисовичем Тучко и его братом Иваном, дворецким великого князя Михаилом Яковлевичем Русалкой Морозовым), хотя сам боярского чина не получил. Среди служилых людей Ивана Салтыка были представители княжеских родов.

По указу Ивана III 8 апреля 1483 года в Водской пятине Великого Новгорода перечисляются служилые люди Травина: 
« … 8-е Белосельские, Одинцовы, Рындины, Чернышовы, Савлуковы, Колокольцовы, Савины, Мещениновы — те Салтыковские послужильцы Травина; в те поры восмь семей двора ево испомещены….» 

## Биография
Будущий воевода родился в середине XV-го века, около 1450 года, и сразу получил традиционное для того времени военное образование. Отец, Иван Иванович, воспитал молодого Травина-Салтыка в лучших традициях военного искусства того времени; на Кубенском озере он отрабатывал приемы вождения судов, что очень пригодилось в дальнейшем.
Впервые упоминается в походе русских войск на Югру в 1465 году, в котором принимали участие многие князья и представители семьи, в том числе и его двоюродный брат Тимофей Григорьевич, получивший прозвание Скряба.
В 1469 году упоминается в списке детей боярских, ходивших походом на Вятку, а позднее «судовой воевода Иван Иванович Салтыков Травин» сам возглавляет большие походы. В этом же году послан воеводою с войском под предводительством князя Ярославского, против казанцев, коих на Волге в мае и июне и под Казанью в трёх боях разбил, после чего стал считаться авторитетом в сфере вождения «судовой рати» — военных отрядов на речных судах.
Летом 1483 года Иван Травин совместно с князем Федором Семеновичем Курбским-Черным возглавил большой поход русских войск на вогуличей и югру. В «Книге Степенной…» имеется запись о том, что после небольшой битвы с «Асыкой и Юзшаном» неприятель бежал « в непроходимые леса и стремнины». Перебравшись через Уральские горы, в Вятской земле русское войско разбило вогуличей в Усть-Пелыме, после чего пошло по рекам Тавда, Тюмень, Иртыш и Обь в Югорские земли, где разбив неприятеля Иван Травин взял в плен сибирского князя Молдана с двумя другими князьями. В этом походе Салтык записан в летописи уже как первый воевода «судовой рати», здесь он поставлен даже выше князя Ф. С. Курбского. В их задачу входила разведка боем, а также попытка силой убедить югорских князей стать вассалами московского государя.
Из Западной Сибири русский отряд вернулся в Россию в октябре 1483 года, за полгода обследовав неведомые ранее края, собрав большой ясак. Общей сложностью отряд Курбского и Травина прошел более 4 500 километров по рекам, горам и долинам.
Вскоре после похода князя Федора Курбского и Ивана Салтыка-Травина, из Сибири в Москву прибыли послы от вогулов, в том числе и от сына Асыка. Они пришли договариваться с московским князем о том, чтобы перейти под его владычество и в знак доброй воли прислали богатый ясак — пушнину.
В 1489 году первый воевода «судовой рати» в походе на Вятку.

## Опала 1483 года
Бояре Травины имели особо тесные связи с московской боярской аристократией и ярославской ветвью потомков Рюриковичей, а именно — с князьями Курбскими и Кубенскими.
Около 1483 года оказался замешан в деле боярина Василия Борисовича Тучко-Морозова, оскорбившего Ивана III, из-за чего был в числе других помещён в Великий Новгород, а послужильцы его московского двора были распущены. Однако в том же году опала с него была снята, и часть вотчин была возвращена.
Известно, что за несколько месяцев до опалы, предчувствуя её приближение, Салтык пишет Духовную грамоту (1483 г.), в которой распределяет между родственниками и другими лицами свое состояние. Согласно Духовной грамоте его холопы, или «люди» (как написано в грамоте), были переданы супруге и старшему сыну Ивану. Все слуги и «стадные люди» с женами и детьми отпущены Салтыком на свободу.
До опалы Иван Травин и его родичи числились землевладельцами Дмитровского уезда (села Сохтенево, Могильное и другие вотчины), но после 1483 года все представители фамилии лишаются своих поместий около Москвы и перемещаются в отдаленные уезды: Арзамасский, Вологодский, Галичский, Ярославский и другие.

## Семья и потомки
Все его потомки носили родовое прозвание Травины.
От брака имел двух детей, от которых пошли множественные ветви рода:
- Травин Иван Иванович — старший сын, родившийся до 1483 года. В сентябре 1551 года упоминается в качестве четвёртого воеводы войск девятнадцатой левой руки в походе к Полоцку. Потомки его сына, Данилы, служили московскими дворянами.
- Травин Семён (в монашестве — Серапион) Иванович — младший сын, родившийся после похода 1483 года. В 1551 году сто шестьдесят пятый подъездчик в походе к Полоцку. К концу жизни принял монашеских сан и служил игуменом Кирилло-Белозерского монастыря. Его потомки служили стольниками, галичскими и ярославскими дворянами и сыновьями боярскими.